# Hệ động từ
Hệ động từ (chữ Anh: Copula, số nhiều: Copulae/Copulas, hoặc Copular verb, Linking verb), hoặc gọi là hệ từ, động từ liên hệ, là động từ dùng để trợ giúp chủ ngữ. Bản thân nó có nghĩa của từ, nhưng không thể dùng làm vị ngữ một mình, sau nó cần thiết phải đi kèm thuộc ngữ, tạo thành cấu tạo chủ-hệ-thuộc giải thích tình huống, tính chất và đặc điểm của chủ ngữ, ví dụ "The sky is blue.", trong đó sky là chủ ngữ, is là hệ động từ, blue là thuộc ngữ. Hệ động từ bắt nguồn từ danh từ tiếng Latinh nghĩa là "liên kết" hoặc "kết hợp" hai từ ngữ có chức năng khác biệt.
Trong tiếng Anh, chức năng của hệ động từ chủ yếu là nối liền chủ ngữ và thuộc ngữ, giải thích trạng thái, tính chất, tính cách, đặc điểm hoặc địa vị của chủ ngữ. Nó có nghĩa của từ nhưng không hoàn toàn, không thể làm vị ngữ độc lập trong câu, cần phải đi kèm thuộc ngữ phía sau tạo thành cấu tạo chủ-hệ-thuộc. Nó mặc dù là hư từ, nhưng cách dùng của nó rất phức tạp, không thể coi thường.

## Tiếng Đức
Trong tiếng Đức, hình thức biến vị của các động từ như sein, werden và bleiben gọi là hệ động từ, nó nối liền chủ ngữ và thuộc ngữ. Hệ động từ cộng với thuộc ngữ tạo thành vị ngữ ghép, nếu thuộc ngữ là danh từ, phải sử dụng Cách thứ nhất. Ví dụ:
1. er ist alt.
2. er ist ein Mann.
3. sie wird alt.
4. sie wird zur Frau.
5. sie bleiben im Haus wohnen.

Một số động từ sau cũng được gọi là hệ động từ, sau nó cần phải đi kèm thuộc ngữ, bao gồm: aussehen, erscheinen, dünken, klingen, schmecken, heißen, gelten, sich vorkommen và sich erweisen.

## Tiếng Anh

### Định nghĩa
Hệ động từ là động từ nối liền chủ ngữ và thuộc ngữ. Không thể tồn tại độc lập, sau nó cần thiết phải đi kèm thuộc ngữ cùng nhau tạo thành vị ngữ ghép, biểu thị địa vị, tính chất, tính cách, đặc trưng, trạng thái,...
Ví dụ: He felt ill yesterday. Anh ta hôm qua bệnh rồi. (felt là hệ động từ, theo sau là thuộc ngữ, giải thích tình trạng của chủ ngữ).
Sau hệ động từ là bất định thức.
- Sau hệ động từ be, căn cứ vào tình huống mà tự do nối liền bất định thức làm thuộc ngữ. Ví dụ:
  1. My dream is to be a scientist. Giấc mơ của tôi là làm một nhà khoa học.
  2. All you have to do is to listen. Bạn chỉ cần lắng nghe.
- Sau các hệ động từ như seem, appear, prove, turn out, grow,... có thể nối liền đoản ngữ bất định thức (đặc biệt là to be) làm thuộc ngữ. Ví dụ:
  1. The man seemed to be ill. Người này dường như bệnh rồi. (seemed là hệ động từ, to be ill là đoản ngữ bất định thức làm thuộc ngữ)
  2. The plan proved to be useful. Kế hoạch này chứng minh là khá hữu dụng. (proved là hệ động từ, to be useful là đoản ngữ bất định thức làm thuộc ngữ)
  3. He appears to know this. Anh ta hình như biết điều này. (appears là hệ động từ, to know this là đoản ngữ bất định thức làm thuộc ngữ)
  4. The weather turned out to be fine. Thời tiết chuyển sang quang đãng rồi. (turned out là hệ động từ, to be fine là đoản ngữ bất định thức làm thuộc ngữ)
  5. He has grown to like studying English. Anh ta dần dần thích học tiếng Anh rồi. (grown là hệ động từ, to like studying English là đoản ngữ bất định thức làm thuộc ngữ)

Nếu hệ động từ nối liền bất định thức là to be, thông thường có thể tỉnh lược to be. Ví dụ:
1. My dream is to be a scientist. {\displaystyle \longrightarrow } My dream is a scientist.
2. The man seemed to be ill. {\displaystyle \longrightarrow } The man seemed ill.
3. The plan proved to be useful. {\displaystyle \longrightarrow } The plan proved useful.
4. The weather turned out to be fine. {\displaystyle \longrightarrow } The weather turned out fine.

Sau các hệ động từ như sound, smell, feel, taste, become, thông thường không thể nối liền bất định thức:
1. These oranges taste to be good. (Sai, cần phải bỏ bất định thức to be) {\displaystyle \longrightarrow } These oranges taste good.
2. The roses smell to be nice. (Sai, cần phải bỏ bất định thức to be) {\displaystyle \longrightarrow } The roses smell nice.
3. The music sounds to be nice. (Sai, cần phải bỏ bất định thức to be) {\displaystyle \longrightarrow } The music sounds nice.

Sau hệ động từ look có lúc cũng được nối liền to be, nhưng đa phần là tỉnh lược to be. Ví dụ:
- He looks to be happy. Hoặc là He looks happy.

Tổng kết cách dùng: Nói tổng quát, sau hệ động từ phải nối liền thuộc ngữ, trong đó danh từ, tính từ (tính từ nguyên cấp, tính từ so sánh hơn và so sanh nhất), bất định thức, v.v đảm nhận làm thuộc ngữ.

### Phân loại chi tiết

##### Hệ động từ trạng thái
Dùng để biểu thị trạng thái chủ ngữ, chỉ có một từ be. Ví dụ:
- He is a teacher. Anh ta là thầy giáo. (is và bổ ngữ chủ ngữ - teacher, cùng nhau giải thích địa vị của chủ ngữ)
- I am a student. Tôi là học sinh. (am và bổ ngữ chủ ngữ cùng nhau giải thích địa vị của chủ ngữ)

##### Hệ động từ duy trì
Dùng để biểu thị một tình huống hoặc thái độ liên tục không ngừng hoặc giữ gìn của chủ ngữ, chủ yếu có keep, remain, stay, lie, stand. Ví dụ:
- He always keeps silent at meeting. Anh ta trong cuộc họp luôn giữ im lặng.
- This matter remains a mystery. Sự việc đó vẫn là một điều khó hiểu.

##### Hệ động từ cảm tính
Dùng để biểu thị khái niệm "nhìn/ nhìn giống như", chủ yếu có seem, appear, look. Ví dụ:
- He looks tired. Anh ta nhìn rất mệt.
- He seems (to be) very sad. Anh ta nhìn rất đau lòng.

##### Hệ động từ cảm quan
Hệ động từ cảm quan chủ yếu có look, feel, smell, sound, taste. Ví dụ:
- This kind of cloth feels very soft. Loại vải này sờ thấy rất mềm.
- This flower smells very sweet. Đoá hoa này ngửi thấy rất thơm.

##### Hệ động từ biến hoá
Những hệ động từ biểu thị chủ ngữ trở nên, biến thành, hệ động từ biến hoá chủ yếu có become, grow, turn, fall, get, go, come, run. Ví dụ:
- He became mad after that. Từ sau đó, anh ta điên rồi.
- She grew rich within a short time. Cô ta trở nên giàu có mà không mất nhiều thời gian.

##### Hệ động từ kết thúc
Biểu thị chủ ngữ đã chấm dứt động tác, hệ động từ kết thúc chủ yếu có prove, turn out. Ví dụ:
- The rumor proved false. Tin đồn này được chứng thực là không đúng. (prove biểu đạt ý nghĩa được chứng thực)
- The search proved difficult. Cuộc điều tra được chứng thực là rất khó khăn.
- His plan turned out a success. Kế hoạch của anh ta cuối cùng đã thành công rồi. (turn out biểu đạt ý nghĩa kết quả cuối cùng)

##### Tổng hợp loại hình thường thấy
Động từ be (am, is, are), biểu thị cảm quan (feel, look, smell, sound, taste), biểu thị cảm tính (seem, appear), biểu thị biến hoá (get, become, turn, grow, make, come, go, fall, run), biểu thị duy trì (remain, keep, stay, continue, stand, rest, lie, hold)
Có thể mang danh từ làm thuộc ngữ: become, make, look, sound, fall, turn, prove, remain. Đặc biệt từ liền sau turn phải là danh từ số ít, đa phần không dùng quán từ. Ví dụ: He turned teacher.